# مسجد الشيخ محمد بن إبراهيم
مسجد الشيخ محمد بن إبراهيم هو مسجد سني يقع في حي الديرة بمدينة الرياض، المملكة العربية السعودية، جنوب سوق الزل في منطقة قصر الحكم.
تم تأسيسه عام 1773 من قبل عبد الله بن محمد بن عبد الوهاب كـمسجد دخنة الكبير (مسجد دخنة الكبير) في حي دخنة داخل البلدة المسورة القديمة. تطور المسجد لاحقًا ليصبح مركزًا لتعليم علماء الحنبلي، وسُمي نسبةً إلى محمد بن إبراهيم آل الشيخ، ويُعد أحد أقدم المساجد الباقية في الرياض. شهد المسجد عمليات هدم وإعادة بناء عديدة خلال القرن العشرين، وآخر تجديد تم خلال الفترة من 2001 إلى 2005 ضمن المرحلة الثالثة من مشروع تطوير منطقة قصر الحكم.

## التاريخ
تم بناء المسجد لأول مرة عام 1773 على يد عبد الله بن محمد آل الشيخ بعد فترة قصيرة من استيلاء الإمام عبد العزيز بن محمد آل سعود على الرياض المسورة من دهام بن دواس. لاحقًا أصبح المسجد مركزًا لتعليم العلوم الدينية والعلمية في حي دخنة، مما أدى إلى تسمية الحي بـ "حي العلماء". خضع المسجد لعمليات تجديد وترميم في أعوام 1942، 1962، و1983.
أُطلق عليه اسم مسجد دخنة الكبير لتمييزه عن مسجد دخنة الصغير. خلال عهد الملك عبد العزيز آل سعود، تم تعيين محمد بن إبراهيم آل الشيخ إمامًا للمسجد بعد وفاة عبد الله بن عبد اللطيف آل الشيخ عام 1921. أصبح محمد بن إبراهيم آل الشيخ أول مفتي عام للسعودية عام 1953 وظل في منصب الإمام حتى وفاته عام 1969.
في يناير 2001، أصدر ولي العهد عبد الله بن عبد العزيز توجيهًا للجهات المختصة بتوسعة وإعادة بناء المسجد. أشرفت الهيئة الملكية لمدينة الرياض على عملية التجديد تحت إشراف الأمير سلمان بن عبد العزيز وتم افتتاحه رسميًا في ديسمبر 2005.

## معرض الصور

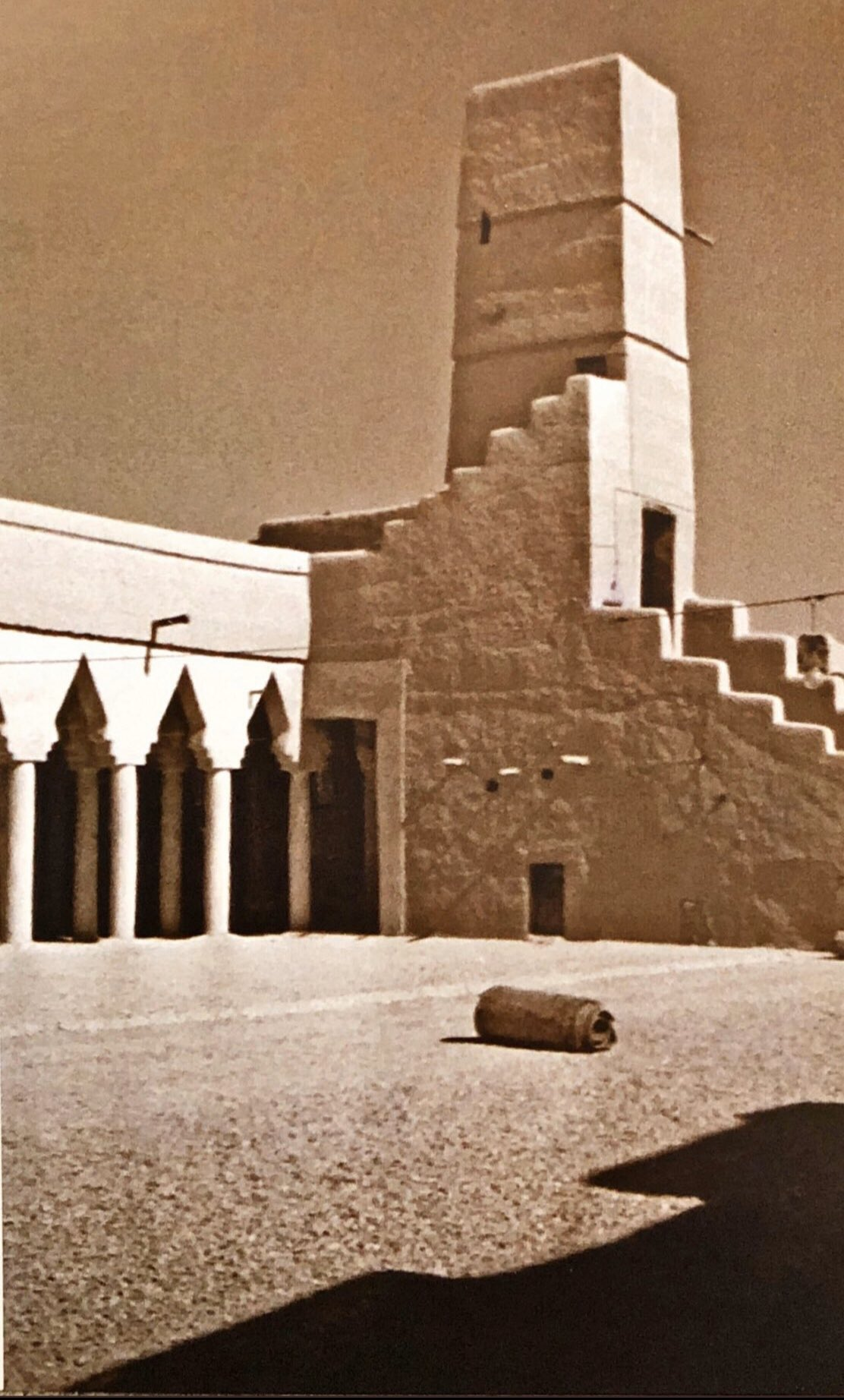
مسجد دخنة الكبير، 1952